# La Trec
Francine "Frankie" McCoy (Németország 1969. április 30. –)  amerikai énekesnő, aki Németországban született. Ismertséget 1997-ben a német Sash! csapat Stay című dalával szerzett, melyben ő is közreműködött. A dal több slágerlistára is felkerült. McCoy ekkor vette fel a La Trec művésznevet, melyet ekkor használt.

## Élete
McCoy Németországban született, ahol az amerikai hadseregben szolgáló édesapja állomásozott. Röviddel születése után a család visszatért San Franciscoba, ahol gyermekkorát töltötte. Néhány év múlva az édesanyja az Egyesült Nemzetek Szervezeténél kezdett dolgozni, így a család gyakran kényszerült költözködni.
Három testvére van, Tyron N McCoy Jr., Cyrus A McCoy és Byron P McCoy.

## Zenei karrier
McCoy 1995-ben Celvin Rotane Push Me to the Limit című dalában is közreműködött, így nem a Sash! által előadott dal volt az első számára. 1996-ban pedig a 4Tune Love Is My Whole World című dalában hallhattuk. 1997-ben aztán Ralf Kappmeier a Sash! producere kérte fel a közös közreműködésre. A La Trec művésznév egy könyvben szereplő karakterből származik.
A 90-es évek végén Hollandiába költözött, és összeköltözött barátjával. Ekkor a Soul és RNB zenei stílus iránt kezdett érdeklődni, és az Urban Daughter nevű zenekarral koncertezett, valamint új albumon dolgozott. Ebből kifolyólag létrejött az UDBAM (Urban Daughter Big Ass Music) nevű rendezvényszerző cég, melynek alapító tagja.

## Diszkográfia
- Celvin Rotane featuring Frankie McCoy - Push Me to the Limit (1995)
- 4Tune featuring Frankie McCoy - Love Is My Whole World (1996)
- Sash! featuring La Trec - Stay (1997)
- Wildstylez & Max Enforcer featurint Frankie McCoy - Lose Control (2013)
- Endymion & Pandorum featuring Frankie McCoy - Under Your Skin (2013)
- Alankara featuring Frankie McCoy - So High (2014)